# Варменштайнах
Варменштайнах (нем. Warmensteinach) — община  в Германии, в Республике Бавария.
Подчиняется административному округу Верхняя Франкония. Входит в состав района Байройт.  Население составляет 2173 человека (на 31 декабря 2010 года). Занимает площадь 17,53 км². Местные регистрационные номера транспортных средств (коды автомобильных номеров) (нем. Kraftfahrzeugkennzeichen) — BT.
Община подразделяется на 18 сельских округов.

## Население
По оценке на 31 декабря 2015 года население общины составляет 2279 чел.
| Дата      | 1840 | 1871 | 1900 | 1925 | 1939 | 1950 | 1961 | 1970 | 1987 | 2011 |
| --------- | ---- | ---- | ---- | ---- | ---- | ---- | ---- | ---- | ---- | ---- |
| Население | 1762 | 1866 | 1835 | 1866 | 1962 | 3051 | 2956 | 2903 | 2571 | 2230 |

| Год       | 1960 | 1970 | 1980 | 1990 | 2000 | 2009 | 2010 | 2011 | 2012 | 2013 | 2014 | 2015 |
| --------- | ---- | ---- | ---- | ---- | ---- | ---- | ---- | ---- | ---- | ---- | ---- | ---- |
| Население | 2907 | 2978 | 3004 | 2738 | 2501 | 2186 | 2173 | 2206 | 2207 | 2148 | 2229 | 2279 |